# Campodimele
Campodimele település Olaszországban, Lazio régióban, Latina megyében. Lakosainak száma 560 fő (2023. január 1.). Campodimele Esperia, Fondi, Itri, Lenola, Pico és Pontecorvo községekkel határos.

## Népesség
A település népessége az elmúlt években az alábbi módon változott:
| Lakosok száma | 606  | 598  | 560  |
|               | 2017 | 2018 | 2023 |